# 内垣啓一
内垣 啓一（うちがき けいいち、1925年（大正14年）12月20日 - 1989年（平成元年）8月17日）は、日本のドイツ文学者、翻訳家、演劇・音楽評論家、舞台演出家、オペラ演出家。東京大学名誉教授。

## 経歴
京都府京都市に生まれる。京都第一中学校（旧制）、第一高等学校（旧制）を経て、1950年（昭和25年）京都大学文学部ドイツ文学科卒。1951年（昭和26年）に東京大学教養学部助手となり、1953年（昭和28年）戦後初めてのドイツ学術交流会招聘留学生としてハンブルクにおいて研究を続け、以後ドイツ文学、ドイツ演劇、比較文学、比較演劇の講師、助教授、教授を務め、1986年定年退官。
ドイツ文学のエキスパートとして古典から現代までの数多くの文学作品や戯曲を翻訳し出版しているのみならず、研究領域はドイツ演劇に加え、ドイツオペラから新劇や伝統芸能に至るまで舞台芸術全般に及んだ。クラシック音楽にも造詣が深く、音楽家の自伝・評伝の翻訳から音楽評論まで手掛けた。1950年代から演劇誌、音楽誌等にきわめて旺盛な執筆活動を行う傍ら、畑中良輔との共同作業によるリヒャルト・シュトラウス『ばらの騎士』の訳詞を手始めに、研究者の枠を超えて実演の領域にも進出。1960年代から劇団新人会などに所属し演劇の舞台演出も手掛けている。1963年（昭和38年）に日生劇場のこけら落としで来日したベルリン・ドイツ・オペラ、とりわけグスタフ・ルドルフ・ゼルナーの演出は鈴木敬介や内垣など多くの聴衆・舞台関係者にとっては「価値観がひっくり返る衝撃」であった。内垣はその後、二期会等のオペラ演出も行い、自らの知識と経験を実演の場で表現した。中でもリヒャルト・ワーグナーの楽劇『パルジファル』日本初演をはじめとするドイツオペラの演出は、「ドイツ的世界観」を理論と実践の双方で身に付けている内垣ならではの仕事であり、後世にわたって大きな影響を与えている。演劇界においても、国際的な事情を熟知したうえで次々と綴られた内垣の演劇評は常に重要な示唆をもたらした。1976年（昭和51年）1月号 - 6月号の半年間にわたって『悲劇喜劇』に掲載された早野寿郎との対談演劇時評は特に名高い。なお、内垣は早野の死去後『悲劇喜劇』1983年（昭和58年）5月号に追悼文を寄せている。
1989年（平成元年）8月17日死去。63歳没。島根県大田市明善寺に埋葬。早逝のため栄典はないが、日本の舞台芸術を語る上では不可欠の人物である。

## エピソード
- 1968年（昭和43年）7月20日、バイエルン国立歌劇場において、ワーグナー『トリスタンとイゾルデ』公演中に指揮者ヨーゼフ・カイルベルト が心臓発作を起こして急死するが、内垣はそのとき観客席におり、一部始終を音楽の友1968年（昭和43年）10月号に寄稿している。

## 著書
- 音楽の都ウィーン（原色写真文庫）講談社 1968
- 例外と原則 朝日出版社 1992/09/01 ISBN 9784255242019

### 講義録
- 外国語科研究紀要.34(1)東京大学教養学部外国語科 編[他]（[東京大学教養学部外国語科]、1986-11）内垣啓一教授最終講義『演劇論』記録=Zur Dramaturgie. Aus Prof.Uchigakis letzter Vorlesung 14.2.1986/内垣啓一[7]

## 共編著
- ワーグナー変猊 遠山一行共編 白水社 1967
- 男装と女装について 東京大学公開講座 男と女 林健太郎[ほか]著 東京大学出版会 1974

## 翻訳
※新版が出ているものも併せて掲載した。
- 白薔薇は散らず ドイツの良心ショル兄妹 インゲ・ショル 未來社 1955（未来社1960版、筑摩書房 世界ノンフィクション全集 第28 1962版あり[7]）
- シュヴァイツアー著作集 第12・13・14巻 バッハ 浅井真男、杉山好共訳 白水社 1957-1958
- 同罪者 ゲーテ全集 第3巻 小牧健夫等編 人文書院 1960[7]
- 未知の女の手紙 ツヴァイク全集1 みすず書房 1961
- アモク ツヴァイク全集1 みすず書房 1961[7]
- ツヴァイク全集4 みすず書房 1961[7]
- プンティラの旦那と下僕マツテイ ブレヒト戯曲選集 第4巻 白水社 1962
- コーカサスの白墨の輪 ブレヒト戯曲選集 第5巻 白水社 1962
- ヴォルポーネ ツヴァイク全集2 みすず書房 1962
- 燃える秘密 ツヴァイク全集2 みすず書房 1962[7]
- 世界城塞物語 エーゴン・アイス 関楠生、辻瑆共訳 河出書房新社 1962
- オペラ対訳シリーズ 第4 ヴォツェク ビュヒナー原作 ベルク作曲 音楽之友社 1963
- 若きウェルテルの悩み ゲーテ 世界の文学 第5 中央公論社 1964。（新装世界の文学セレクション36）中央公論社 新版1994 ISBN 9784124031478
- 白バラは散らず ドイツの良心ショル兄妹 改訳版 未来社 1964 ISBN 9784624110130
- エラスムスの勝利と悲劇 藤本淳雄、猿田悳共訳 ツヴァイク全集13 みすず書房 1965
- 主題と変奏 ブルーノ・ワルター回想録 渡辺健共訳 白水社 1965
- ファウスト博士 ハイネ ドイツの文学 第2巻 三修社 1966
- ロゴス エーリヒ・フリート オーストリア詞華集 Peter Rindl 撰[他] 朝日出版社 1966[7]
- マラーの迫害と暗殺 ペーター・ヴァイス 岩淵達治共訳 白水社 1967
- オペラ対訳シリーズ 第9 若い恋人たちへのエレジー ウィスタン・H・オーデン、チェスター・コールマン台本 ハンス・ヴェルナー・ヘンツェ作曲 音楽之友社 1967
- 楽しき哉うさ晴らし（世界の劇場、2）ヨハン・ネストロイ作 岩淵達治共訳 1968[8]
- 三文オペラ ブレヒト 世界の文学 中央公論社 1969
- ブレヒト マリアンネ・ケスティング 宮下啓三共訳 理想社 1971
- 地霊 ヴェーデキント 現代世界演劇2 白水社 1971
- アンドラ フリッシュ 現代世界演劇10 白水社 1971
- 群盗 シラー名作集 白水社 1972、復刊2022ほか
- 薔薇の騎士・ナクソス島のアリアドネー ホーフマンスタール選集4 河出書房新社 1973
- エグモント ゲーテ全集4 潮出版社 1979、新版2003。以下はほぼ新装刊行
- ブレヒト戯曲選集 全5巻  白水社 新版1995 ISBN 9784560035054
　千田是也編 加藤衛、小宮曠三、岩淵達治共訳
- バッハ頌  白水社 1996 ISBN 9784560037256
　浅井真男、芦津丈夫、荒木昭太郎、粟津則雄、伊藤晃、尾崎喜八、桑名一博、酒田健一、佐藤良雄共編
- ツヴァイク伝記文学コレクション 6 エラスムスの勝利と悲劇 藤本淳雄、猿田悳共訳 みすず書房 新版1998 ISBN 9784622046660
- バッハ 上　シュヴァイツァー／浅井真男、杉山好共訳 白水社 新版2009 ISBN 9784560080047
- バッハ 中　浅井真男、杉山好共訳 白水社 2009 ISBN 9784560080054
- バッハ 下　浅井真男、杉山好共訳 白水社 2009 ISBN 9784560080061
- チェスの話 ツヴァイク短篇選 辻瑆、関楠生、大久保和郎共訳 池内紀解説 みすず書房 新版2011 ISBN 9784622080916

## 寄稿・掲載等
国立国会図書館デジタルコレクションによる。
- 本の本.(98)（大阪屋東京支店、1955-05）白薔薇は散ったが/内垣啓一
- 音楽芸術.15(5)音楽之友社[編]（音楽之友社、1957-05）ブルーノ･ヴァルター回想録-1-/内垣啓一
- 音楽芸術.15(6)音楽之友社[編]（音楽之友社、1957-06）ブルーノ･ヴァルター回想録-2-/内垣啓一
- 音楽芸術.15(7)音楽之友社[編]（音楽之友社、1957-07）ブルーノ･ヴァルター回想録-3-/内垣啓一
- 音楽芸術.15(9)音楽之友社[編]（音楽之友社、1957-09）ブルーノ･ヴァルター回想録-4-/内垣啓一
- 演劇研究.1958（俳優座演劇研究所、1958-02）西ドイツの演劇/内垣啓一
- テアトロ.20(6)(177)（カモミール社、1958-06）『ガリレィの生涯』によせて/ベルトルト・ブレヒト、千田是也、內垣啓一
- レコード芸術.7(9)(79)音楽之友社[編][他]（音楽之友社、1958-09）特集・ブルーノ・ワルター その人と芸術 その指揮 その著書/内垣啓一、坂本良隆、村田武雄
- 音楽芸術.17(5)音楽之友社[編]（音楽之友社、1959-05）音楽批評と読者/内垣啓一
- 新劇.6(10)(73)白水社[編][他]（白水社、1959-08）ニーチェの場合/内垣啓一
- 演劇研究.1959（俳優座演劇研究所、1959-12）ブレヒトの詩についての中間報告/内垣啓一
- 音楽芸術.18(1)音楽之友社[編]（音楽之友社、1960-01）グスターフ∥マーラーの思い出（抄）-1-/マーラーA.、内垣啓一
- 音楽芸術.18(3)音楽之友社[編]（音楽之友社、1960-03）グスターフ∥マーラーの思い出（抄）-2-/マーラーA.、内垣啓一
- 音楽芸術.18(5)音楽之友社[編]（音楽之友社、1960-05）グスタフ･マーラーの思い出･抄-3-/マーラーA.、内垣啓一
- 新劇.8(1)(90)白水社[編][他]（白水社、1961-01）新劇評--『セチュアンの善人』（俳優座）、『太鼓とラッパ』（新人会）、『村岡伊平治伝』（劇団仲間）、『地図のない旅』(劇団四季)/内垣啓一
- 新劇.10(1)(116)白水社[編][他]（白水社、1963-01）『月明らかに星稀に』/内垣啓一
- 演劇研究.1962（俳優座演劇研究所、1963-02）音楽劇の伝統と創造--『魔笛 』の例による/内垣啓一
- 悲劇喜劇.17(3)(167)（早川書房、1963-03）ブレヒト読本 ブレヒトと表現主義/内垣啓一
- 新劇.10(4)(119)白水社[編][他]（白水社、1963-04）十周年の成果四季上演『永遠の処女』『アンフィトリオン38』/内垣啓一
- 悲劇喜劇.17(10)(174)（早川書房、1963-10）世界の劇場(2)ベルリン・ドイツ・オペラとゼルナー/内垣啓一
- 音楽芸術.21(11)音楽之友社[編]（音楽之友社、1963-11）ドイツにおけるオペラ演出/内垣啓一
- 音楽の友.21(15)（音楽之友社、1963-12）オペラそしてオペラ ドイツ・オペラに見る演出/内垣啓一
- レコード芸術.12(15)(146)音楽之友社[編][他]（音楽之友社、1963-12）座談会 ドイツ・オペラの成果/大木正興、内垣啓一、佐々木行綱、村田武雄
- テアトロ.31(6)(248)（カモミール社、1964-06）劇評 アンコール古典劇--<俳優座『壊れ甕』評>/内垣啓一
- テアトロ.31(7)(249)（カモミール社、1964-07）シェイクスピア 四百年祭特集（その2）シェイクスピア生誕四百年記念 フェスティバル・各国の話題 イギリス ソヴェト フランス・イタリー ドイツ/俳優座附属演劇研究所研究部演劇論研究会、小田島雄志、倉橋健、野崎韶夫、渡辺淳、小宮曠三、内垣啓一、岩淵達治
- テアトロ.32(1)(255)（カモミール社、1965-01）十一月の劇評 まず感心した点から--三期会公演『男は男だ』/内垣啓一
- 現代の演劇.第1（三笠書房、1965）ブレヒト――その舞台化について 内垣啓一
- レコード芸術.15(1)(174)音楽之友社[編][他]（音楽之友社、1966-01）特別座談会 西欧と日本 ヨーロッパの伝統と音楽/吉田秀和、遠山一行、内垣啓一、大宮真琴、向坂正久
- 音楽の友.24(10)(音楽之友社、1966-10)特集 ベルリン・ドイツ・オペラのすべて ベルリン・ドイツ・オペラの特質/大橋国一、遠山一行、内垣啓一
- 朝日ジャーナル.8(46)(402)朝日新聞社[編]（朝日新聞社、1966-11）鑑賞席 さまよえるオランダ人/内垣啓一
- 音楽の友.24(12)（音楽之友社、1966-12）ゼルナー演出の理念はこれだ/G.R.ゼルナー、内垣啓一
- テアトロ.33(13)(280)（カモミール社、1966-12）テアトロ・グラフ『善良な市民と放火犯人たち』＜現代人＞/M・フリッシュ、内垣啓一
- オペラ対訳シリーズ.第9（音楽之友社、1966）
- 世界の音楽.7 シューマン/ショパン（別冊001）有坂愛彦[ほか]編（小学館、1966）ロマン主義の芸術運動 内垣啓一
- 音楽芸術.25(1)音楽之友社[編]（音楽之友社、1967-01）《座談会》ベルリン･ドイツ･オペラ論/内垣啓一、柴田南雄、遠山一行、辻井英世
- 音楽の友.25(2)（音楽之友社、1967-02）特集II ロマンティシズムと音楽 ロマンティシズムとは？＜その社会と人間＞/内垣啓一
- 音楽の友.25(4)（音楽之友社、1967-04）なにを見なにに期待する！/中山悌一、内垣啓一、大町陽一郎、高崎保男
- 音楽の友.25(6)（音楽之友社、1967-06）特集 大阪で見たバイロイト・ワーグナー祭 バイロイト・ワーグナー大阪公演評 驚異のワーグナー体験！/野村光一、内垣啓一、高崎保男、平島正郎、丹羽正明
- 季刊芸術.1(2)(2)季刊芸術出版株式会社[編][他]（季刊芸術出版、1967-07）幻覚と意識の争い/内垣啓一
- 新劇.14(7)(171)白水社[編][他]（白水社、1967-07）許すか許さぬか それが問題だ/内垣啓一
- 音楽の友.25(8)（音楽之友社、1967-08）カラー口絵・口絵・グラビア--銀座ヤマハまつり/ディ・ステファノ/六月のステージ/シフラ父子の協演/ロジェ・ワーグナー合唱団/コロス・イ・ダンサス/内垣啓一（人）/栗林義信（ちょっと拝見）/アルデンテ・ポポロ・イタリアーノ  話題の人と語る 内垣啓一/徳丸吉彦
- 音楽の友.25(12)（音楽之友社、1967-12）ケンプとベートーヴェン展 スター・ダンサーズ・バレエ（文・内垣啓一）
- キネマ旬報.(455)(1270)（キネマ旬報社、1967-12）『マラー／サド』この特異なる映画 原作者ペーター・ヴァイス/内垣啓一
- 音楽の友.26(1)（音楽之友社、1968-01）音楽の中のエロティシズム/内垣啓一
- テアトロ.(295)（カモミール社、1968-02）劇評 悲喜劇的現象のリポート 12月の新劇/内垣啓一
- テアトロ.(296)（カモミール社、1968-03）劇評 七〇年に向う『赤目』=一月の新劇/内垣啓一
- 悲劇喜劇.21[(5)](211)（早川書房、1968-05）特集 ブルク劇場 ブルク劇場とその伝統/内垣啓一
- 音楽芸術.26(6)音楽之友社[編]（音楽之友社、1968-06）演劇のなかの音楽性－ウィーン・ブルク劇場の舞台にふれて/内垣啓一
- フィルハーモニー.40(6)（NHK交響楽団、1968-06）グスタフ･マーラーをめぐって/内垣啓一
- 音楽の友.26(10)（音楽之友社、1968-10）巨木が倒れた！そのとき私はそこにいた--カイルベルトの逝去/内垣啓一
- 音楽の友.27(8)（音楽之友社、1969-08）特集 架空対談『作曲家と演奏家 の対決』ワーグナーとクナッパーツブッシュ 今、バイロイトは危機に直面/内垣啓一、野村光一
- 音楽の友.28(3)（音楽之友社、1970-03）特集 ベルリン・ドイツ・オペラをつくる人々 演出に見るベルリン・ドイツ・オペラ/内垣啓一
- テアトロ.(328)（カモミール社、1970-08）＜戯曲＞メテオール（流星）/フリードリヒ・デュレンマット、岩村行雄、内垣啓一
- テアトロ.(329)（カモミール社、1970-09）座談会 デュレンマット劇をめぐって/内垣啓一、竹内敏晴、早野寿郎、渡辺浩子
- 季刊芸術.5(2)(17)季刊芸術出版株式会社[編][他]（季刊芸術出版、1971-04）音楽季評/内垣啓一
- 音楽の友.29(7)（音楽之友社、1971-07）RECORD 私のきいた今月の新譜 林謙一、奥田道昭、高橋功、山田貢、内垣啓一、松本道介、園部三郎、小林利之、高橋英朗、荻昌弘、寺西春雄
- テアトロ.(339)（カモミール社、1971-07）ステージ時評 アキコ・カンダとベラ・レーヌ/内垣啓一
- テアトロ.(340)（カモミール社、1971-08）ステージ時評 漂泊の芸と現実/内垣啓一
- テアトロ.(341)（カモミール社、1971-09）ステージ時評 外人の目で能をみる/内垣啓一
- 音楽の友.29(10)（音楽之友社、1971-10）座談会 オペラ劇場の持つ機能--国立オペラ劇場はなぜ必要か(3)/内垣啓一、三谷礼二、河内正三
- テアトロ.(344)（カモミール社、1971-11）ステージ時評 ユニーク・バレエの発足/内垣啓一
- テアトロ.(345)（カモミール社、1971-12）ステージ時評/内垣啓一
- テアトロ.(346)（カモミール社、1972-01）ステージ時評/内垣啓一
- ユリイカ.4(1)（青土社、1972-01）増頁特集＝ワーグナー 共同討議＝ワーグナー 革命と救済 ショーペンハウアー、ニーチェ、ネルヴァル、ボードレール、トルストイ、そしてヒトラーにいたる様々な視点から分析し、ワグネリスムの真実を明らかにする！/遠山一行、高階秀爾、内垣啓一、小堀桂一郎
- 音楽の友.30(2)（音楽之友社、1972-02）RECORD LIBRARY 新譜ずいそう/林謙一、柳家小三治、原田茂生、内垣啓一
- テアトロ.(348)（カモミール社、1972-03）ステージ時評/内垣啓一
- 音楽の友.30(5)（音楽之友社、1972-05）RECORD LIBRARY 新譜レコードずいそう/佐藤巌、内垣啓一、安原顯
- テアトロ.(351)（カモミール社、1972-06）ステージ時評/内垣啓一
- レコード芸術.21(6)(260)音楽之友社[編][他]（音楽之友社、1972-06）特集 音楽のなかのエロス 座談会 音楽の中のエロスとはなにか/遠山一行、篠田一士、内垣啓一
- テアトロ.(354)（カモミール社、1972-09）劇評 爽やかで知的な笑い 紀伊國屋＝人命救助法/内垣啓一
- 音楽の友.31(1)（音楽之友社、1973-01）オペラ劇場についての十問十答 G・ラインハルト氏にきく/内垣啓一
- テアトロ.(360)（カモミール社、1973-03）ステージ時評 フィーリングとリズムの接点/内垣啓一
- テアトロ.(362)（カモミール社、1973-05）ステージ時評 意欲的な創作そろう/内垣啓一
- 新劇.20(6)(242)白水社[編][他]（白水社、1973-06）『フィガロの離婚』/内垣啓一
- テアトロ.(365)（カモミール社、1973-07）ステージ時評 和洋折衷と雅俗混交/内垣啓一
- テアトロ.(368)（カモミール社、1973-10）ステージ時評 歴史の夜空にまたたくもの/内垣啓一
- 音楽の友.31(11)（音楽之友社、1973-11）RECORD L-BRARY 新譜ずいそう/内垣啓一、池宮英才、田中千香士
- 悲劇喜劇.26(11)(277)（早川書房、1973-11）特集 古典と現代(2)バイブルと演劇/内垣啓一
- テアトロ.(371)（カモミール社、1974-01）上演劇評 反教養主義の落し穴 青年座＝三文オペラ/内垣啓一
- 音楽の友.32(11)（音楽之友社、1974-11）書評/内垣啓一、中野二郎
- 音楽の友.33(9)（音楽之友社、1975-09）特集 ルネサンスのルネサンス ルネサンス音楽の再発見＜ずいそう集＞ルネサンスと私/内垣啓一、岡田孝、高田博厚、矢沢千宣
- 音楽現代.5(12)(56)（芸術現代社、1975-12）特集 ベートーヴェン『交響曲第九番 』（アンケート）私にとって第九とは/内垣啓一、久里洋二、篠田一士、末広恭雄、田中武夫、寺山修司
- 悲劇喜劇.29(1)(303)（早川書房、1976-01）対談 演劇時評 七つの岡のクリスマス 淑姉さんと魯迅 三人の花嫁令嬢ジュリー 旅立ち 黒人たち 説教強盗 アンティゴネ 小市民の七つの大罪 小市民の結婚式 他/早野寿郎、内垣啓一
- 悲劇喜劇.29(2)(304)（早川書房、1976-02）対談 演劇時評 エクウス 四谷諧談 聖火 見知らぬ人 鬼の宴 鬼灯 糸姫 呪 夢千年 夜と時計 おけら 暮秋/早野寿郎、内垣啓一
- 悲劇喜劇.29(3)(305)（早川書房、1976-03）対談 演劇時評 私はルビー 鬼灯 山羊の島の犯罪 十二夜 ストリッパー物語 惜別編 彼ら自身の黄金の年 因つた綾とり 燃える炉 続・夢の渡り鳥/早野寿郎、内垣啓一
- 悲劇喜劇.29(4)(306)（早川書房、1976-04）対談 演劇時評 告別式と予行演習 雨のワンマンカー 月の横町のネコの家 疫病流行記 ティトウス・ウコンドン 女の平和 カリギュラ 二重唱 かくも長き不在/早野寿郎、内垣啓一
- 悲劇喜劇.29(5)(307)（早川書房、1976-05）対談 演劇時評 琵琶伝 転生 光の翳 FS6工作 マクベス 桜姫東文章 夢・桃中軒牛右衛門の みにくいあひるのこ 幽霊 朝食まで居たら？ 赤毛もの/早野寿郎、内垣啓一
- 悲劇喜劇.29(6)(308)（早川書房、1976-06）対談 演劇時評 ママンが死んだ日 壊れた風景 戯曲ベートーヴェン 熱海殺人事件 虞美人草 十三夜 肥った女 わかれ道 風流蝶花形/早野寿郎、内垣啓一
- 音楽の友.34(7)（音楽之友社、1976-07）特集 ウィーンは生きている ウィーン随想/大町陽一郎、内垣啓一、深沢亮子、内田藤雄、寿子･ハウザー
- テアトロ.(412)（カモミール社、1977-06）立動舎『春のめざめ』--作者への報告/内垣啓一
- テアトロ.(415)（カモミール社、1977-09）俳優座『ルル』--加害者のいない哀憐劇/内垣啓一
- みすず.20(1)(214)（みすず書房、1978-01）一九七七年読書アンケート/内垣啓一他
- 音楽現代.9(4)(96)（芸術現代社、1979-04）特集 ニーベルンクの指環 ワーグナーの虚実 対談 ワーグナーと『指環』の間で/粟津則雄、内垣啓一
- レコード芸術.27(7)(334)音楽之友社[編][他]（音楽之友社、1978-07）新刊書評/内垣啓一
- UP.8(4)(78)（東京大学出版会、1979-04）演劇の空間について（その一）左右のこと/内垣啓一
- UP.8(5)(79)（東京大学出版会、1979-05）演劇の空間について（その二）表裏のこと/内垣啓一
- UP.8(6)(80)(東京大学出版会、1979-06)演劇の空間について（その三）出入のこと/内垣啓一
- UP.8(11)(85)(東京大学出版会、1979-11)演劇の空間について（その四）方円のこと/内垣啓一
- みすず.22(1)(236)（みすず書房、1980-01）一九七九年読書アンケート/内垣啓一他
- みすず.23(1)(246)（みすず書房、1981-01）一九八〇年読書アンケート/内垣啓一他
- レコード芸術.30(5)(368)音楽之友社[編][他]（音楽之友社、1981-05）≪特集≫無人島に持って行きたい一枚のレコードと一冊の本/饗庭孝男、鮎川哲也、荒木昭太郎、粟津則雄、岩井宏之、池田満寿夫、内垣啓一、宇野功芳、大木正興、大坪盛、岡村喬生、小澤栄太郎、小田切秀雄、鍵谷幸信、加瀬俊一、木村英二、木村治美、黒沢幸男、黒田恭一、小石忠男、高坂正堯、小中陽太郎、佐川吉男、雑喉潤、佐々木行綱、佐藤陽子、志鳥栄八郎、白井浩司、砂川しげひさ、高橋昭、高橋健二、高柳守雄、武田明倫、武智鉄二、立川直樹、谷川俊太郎、俵孝太郎、出谷啓、戸板康二、百目鬼恭三郎、富永壮彦、那珂太郎、西村弘治、野田暉行、萩原朔美、畑中良輔、服部幸三、原田茂生、藤田由之、藤富保男、深田甫、松下浩三、松田智雄、丸山桂介、三浦淳史、皆川達夫、三木稔、三善晃、宮沢縦一、宮沢明子、村上陽一郎、村田武雄、諸井誠、安原顯、山里亘、由良君美、吉井亜彦
- みすず.24(1)(257)（みすず書房、1982-01）一九八一年読書アンケート/内垣啓一他
- 音楽現代.12(1)(129)（芸術現代社、1982-01）集中連載 ブレーズ シェロー のヴァーグナー『指環』をめぐって/内垣啓一
- みすず.25(1)(269)（みすず書房、1983-01）一九八二年読書アンケート/内垣啓一他
- 悲劇喜劇.36(5)(391)（早川書房、1983-05）追悼 早野寿郎の笑いと泣き/内垣啓一
- みすず.26(1)(280)（みすず書房、1984-01）一九八三年読書アンケート/内垣啓一他
- レコード芸術.33(1)(400)音楽之友社[編][他]（音楽之友社、1984-01）海外LP試聴記 パロディ『タンホイザー (未来の笑劇と過去の音楽と現在の演出)』（ネストロイ作詞、ビンダー作曲）/内垣啓一
- 悲劇喜劇.37(10)(408)（早川書房、1984-10）デュッセルドルフ劇場を見て/内垣啓一
- みすず.27(1)(291)（みすず書房、1985-01）一九八四年読書アンケート/内垣啓一他
- レコード芸術.34(1)(412)音楽之友社[編][他]（音楽之友社、1985-01）≪特集≫昭和59年度第22回レコード・アカデミー賞発表！受賞レコードを聴いて/ 内垣啓一、川村二郎、間宮芳生、安藤元雄、柴田南雄、重兼芳子、マルチェロ・グイーディ、村上陽一郎、塚越敏、庄野進、矢野暢、荻昌弘
- みすず.28(1)(302)（みすず書房、1986-01）一九八五年読書アンケート/内垣啓一他
- みすず.29(1)(313)（みすず書房、1987-01）一九八六年読書アンケート/内垣啓一他

## オペラとの関わり
昭和音楽大学オペラ情報センターの記録による。

### 訳詞
- 都民劇場 リヒャルト・シュトラウス『ばらの騎士』日本初演 日比谷公会堂、産経ホール 1956 ※畑中良輔との共訳
- 藤原歌劇団青年グループ ロルフ・リーバーマン『女房学校』イイノホール 1961

### 演出
- 二期会 ワーグナー『タンホイザー』ドイツ語日本初演 東京文化会館大ホール 1966
- 二期会 ワーグナー『パルジファル』日本初演 ドイツ語 東京文化会館大ホール 1967
- 二期会 ワーグナー『ラインの黄金』日本初演 ドイツ語 東京文化会館大ホール 1969
- 二期会 モーツァルト『魔笛』ドイツ語、日本語（台本監修：内垣啓一）東京文化会館大ホール 1969
- 二期会 ワーグナー『ラインの黄金』ドイツ語 フェスティバルホール 1970
- 二期会・藤原歌劇団 ベートーヴェン『フィデリオ』ドイツ語 東京文化会館大ホール 1970
- 東京室内オペラ協会 ウェーバー『魔弾の射手』日本語（台本：内垣啓一）都市センターホール 1974
- 東京オペラ・プロデュース ベンジャミン・ブリテン『燃える炉』日本語 東京聖三一教会 1975

### 演出補佐
- 二期会 モーツァルト『ドン・ジョヴァンニ』日本語 演出：ヨーゼフ・ヴィット 東京文化会館大ホール 1968